# Titularbistum Pentacomia
Pentacomia ist ein Titularbistum der römisch-katholischen Kirche.
Es geht zurück auf ein antikes Bistum in der römischen Provinz Syria Palaestina bzw. Palaestina Tertia auf der Sinai-Halbinsel. Das Bistum gehörte der Kirchenprovinz Petra an.
| Titularbischöfe von Pentacomia |                                                        | |                   |                   |
| Nr.                            | Name                                                   | Amt | von               | bis               |
| 1                              | Maria José a Santo Tomas OP                            | Prälat von Mosambik (Portugiesisch-Ostafrika) | 18. Juli 1783     | 18. Juli 1801     |
| 2                              | Charles-Hubert Jeantet M.E.P.                          | 27. März 1846–22. Oktober 1858 Apostolischer Koadjutorvikar von Ost-Tonking, 22. Oktober 1858–24. Juli 1866 Apostolischer Vikar von Ost-Tonking (Kaiserreich Vietnam) | 27. März 1846     | 24. Juli 1866     |
| 3                              | Michael Angelus Jacobi OFMCap (Michael Angelus Jacopi) | Apostolischer Vikar von Agra (Britisch-Indien) | 9. Februar 1868   | 1. September 1886 |
| 4                              | Louis-André Navarre MSC                                | Apostolischer Vikar von Melanesien (Deutsch-Neuguinea) | 17. Mai 1887      | 17. August 1888   |
| 5                              | Pablo Padilla y Bárcena                                | Weihbischof in Salta (Argentinien) | 17. Dezember 1891 | 19. Januar 1893   |
| 6                              | Pierre-Marie-Alphonse Favier CM                        | 12. November 1897–13. April 1899 Apostolischer Koadjutorvikar von Nord-Hebei, 13. April 1899–4. April 1905 Apostolischer Vikar von Nord-Hebei (Kaiserreich China)     | 12. November 1897 | 4. April 1905     |
| 7                              | João Antônio Pimenta                                   | Koadjutorbischof von São Pedro do Rio Grande (Brasilien) | 21. Februar 1906  | 7. März 1911      |
| 8                              | Francisco de Asís Vidal y Barraquer                    | Apostolischer Administrator von Solsona (Königreich Spanien) | 10. November 1913 | 7. Mai 1919       |
| 9                              | Czesław Sokołowski                                     | Weihbischof in Podlachien (Polnische Republik/Generalgouvernement/Volksrepublik Polen)                                                                                | 25. Juli 1919     | 11. November 1951 |